# João Palhinha
João Maria Lobo Alves Palhares Costa Palhinha Gonçalves (født 9. juli 1995) er en portugisisk professionel fodboldspiller, som spiller for Bundesliga-klubben Bayern München og Portugals landshold.

## Klubkarriere

### Sporting CP
Palhinha begyndte sin karriere hos Sporting CP, og fik sin professionelle debut med reserveholdet i februar 2014. Han blev i juli 2015 udlejet til Moreirense, og i august 2016 til Belenenses.
Palhinha fik sin debut for Sportings førstehold i januar 2017. Det lykkedes ham dog ikke, at sikre en plads på holdet, og han blev igen udlejet, denne gang til Braga på en to-årig aftale.
Han vendte tilbage til Sporting ved 2020-21 sæsonen, og her lykkedes det endeligt Palhinha at sikre sig en plads på førsteholdet. Han var i sæsonen med til at vinde det portugisiske mesterskab, og han blev kåret som del af årets hold i ligaen.

### Fulham
Palhinha skiftede i juli 2022 til Fulham. Han imponerede i sin debutsæson, da han var den spiller i Premier League som lavede flest tacklinger i sæsonen. Han blev ved sæsonens udgang kåret som årets spiller i klubben.

### Bayern München
Palhinha skiftede i juli 2024 til Bayern München.

## Landsholdskarriere

### Ungdomslandshold
Palhinha har repræsenteret Portugal på flere ungdomsniveauer.

### Seniorlandshold
Palhinha debuterede for Portugals landshold den 24. marts 2021.

## Titler
Braga
- Taça da Liga: 1 (2019-20)

Sporting CP
- Primeira Liga: 1 (2020-21)
- Taça da Liga: 2 (2020-21, 2021-22)
- Supertaça Cândido de Oliveira: 1 (2021)

Individuelle
- Primeira Liga Årets hold: 1 (2020-21)
- Fulham Sæsonens spiller: 1 (2022-23)